# Vorombe titan
Vorombe titan je vyhynulý druh velkých nelétavých ptáků z čeledi Aepyornithidae, řazený do skupiny běžců. Jeho blízkým příbuzným byl známější druh Aepyornis maximus, žijící rovněž v geologicky nedávné době na území Madagaskaru. Tento endemický druh žil v době před několika tisíciletími (fosilie jsou datovány asi na 3700 až 2400 let před současností) až možná několika staletími (je možné, že tito velcí ptáci byli člověkem vyhubeni teprve v rozmezí zhruba 13. až 17. století). Tito obří ptáci se tedy vyskytovali na Madagaskaru ještě v období evropského středověku.

## Historie
Jako Aepyornis titan byl popsán již v roce 1894 a roku 1963 jej synonymizoval s druhem Aepyornis maximus americký ornitolog Pierce Brodkorb. V roce 2018 byl však původní fosilní materiál znovu popsán a protože je odlišný, získal vlastní rodové jméno.

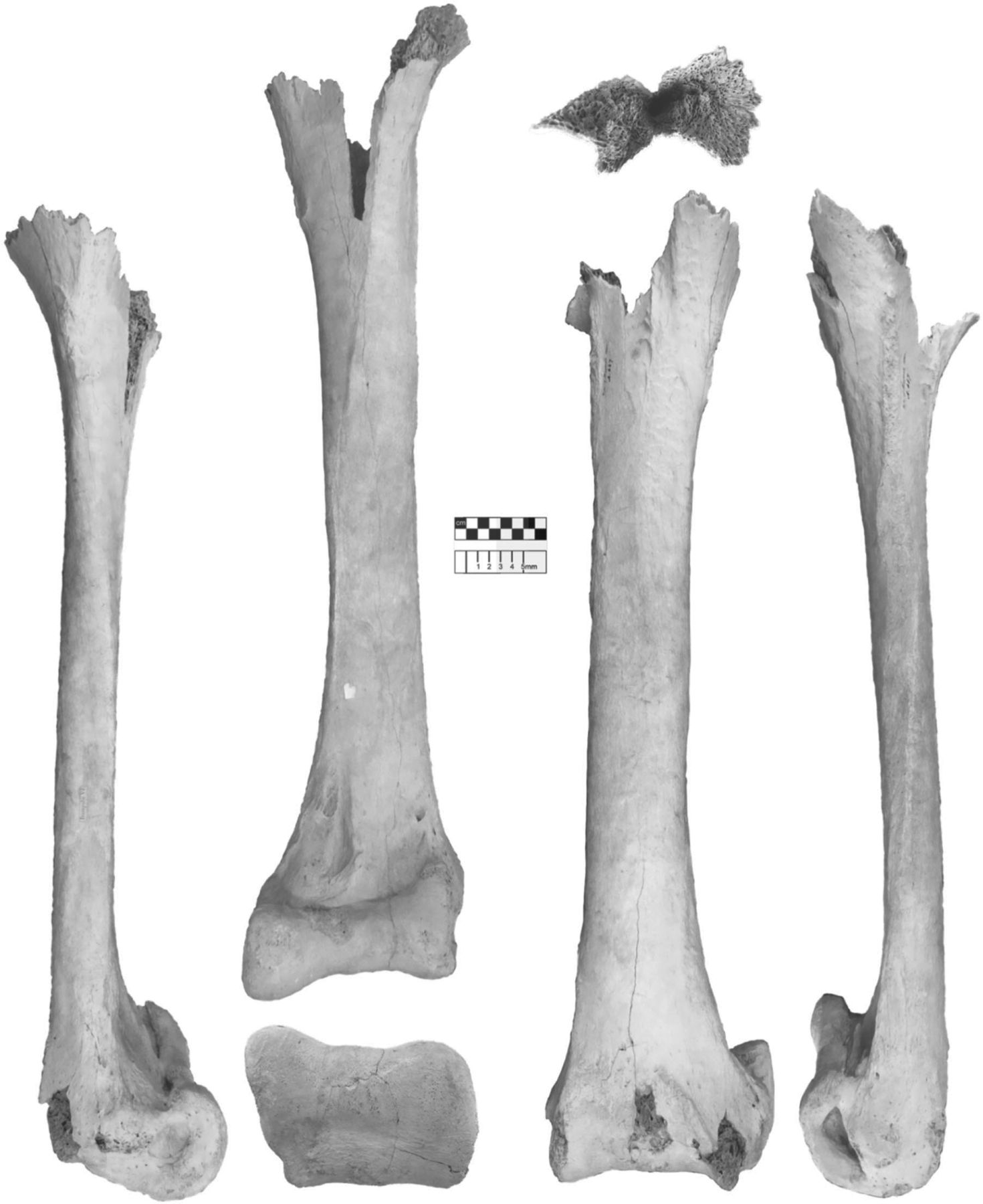
Vorombe titan - tibiotarsus

## Popis
Vorombe titan byl obří nelétavý pták, který je v současnosti považován za největšího známého zástupce ptačí říše v dějinách života na Zemi. Dochované kostní části nohou (stehenní kost a tibiotarsus) ukazují, že mohl při výšce kolem 3 metrů dosahovat hmotnosti v rozmezí 536 až 732 kilogramů. Tím překonává jak rod Dinornis (61 až 275 kg) tak i mohutnější rod Dromornis (317 až 728 kg). Obvod femuru (přinejmenším 308 mm) dokládá, že jeho původce mohl dosahovat hmotnosti až 860 kilogramů, čímž dalece překonává všechny ostatní známé ptačí taxony.